# Flavigny-le-Grand-et-Beaurain
Flavigny-le-Grand-et-Beaurain je francouzská obec v departementu Aisne v regionu Hauts-de-France. V roce 2011 zde žilo 483 obyvatel.

## Sousední obce
Audigny, Colonfay, Guise, Lesquielles-Saint-Germain, Monceau-sur-Oise, Puisieux-et-Clanlieu, Villers-lès-Guise, Wiège-Faty

## Vývoj počtu obyvatel
Počet obyvatel 